# Muurzeepkruid
Muurzeepkruid, rotszeepkruid of Ocymum-zeepkruid (Saponaria ocymoides) is een 10-25 cm hoge vaste plant uit de anjerfamilie (Caryophyllaceae). Het is een bodembedekkende, harige plant die voorkomt in de Alpen en de Pyreneeën op rotsige hellingen tot 2400 m hoogte. In de zomer siert de plant de hellingen door zijn vele bloemen.
De plant heet (rots)zeepkruid naar de in België en Nederland voorkomende verwant zeepkruid (Saponaria officinalis). 

## Beschrijving
Het blad is grijsgroen en behaard. De bladeren zijn eirond tot lancetvormig.
De plant bloeit van mei tot augustus. De bloemen vormen een bijscherm. 
De bloem is roze en heeft een opvallende, paarsachtige kelkbuis. De kelkbuis is lang en bedekt met klierhaartjes, evenals de bloemstelen. De helmhokjes van de meeldraden zijn blauw.
De vrucht is een doosvrucht.

## Cultivars
De cultivars Saponaria ocymoides 'Alba' en  Saponaria ocymoides 'Snow Tips' hebben witte bloemen. De bloemen van de cultivar Saponaria ocymoides 'Splendens' zijn donkerroze.

## Namen in andere talen
- Duits: Kleines Seifenkraut
- Engels: Rock Soapwort, Tumbling Ted

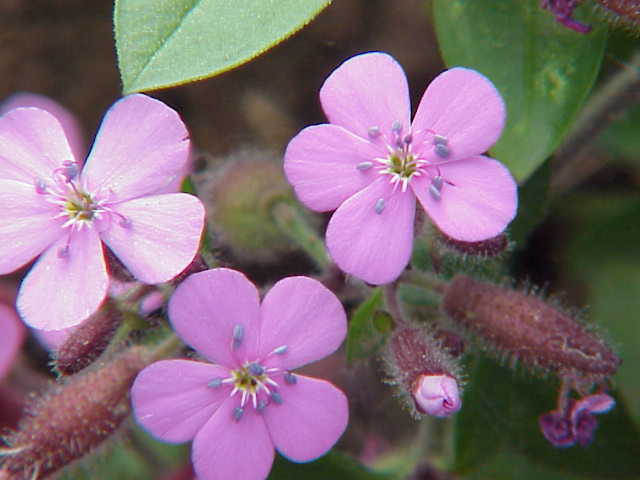
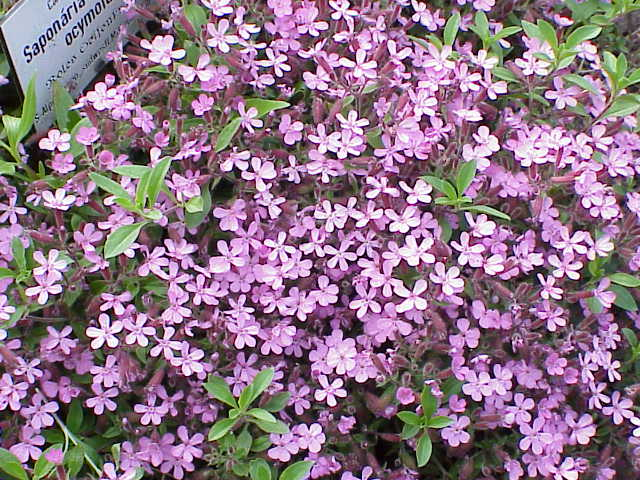
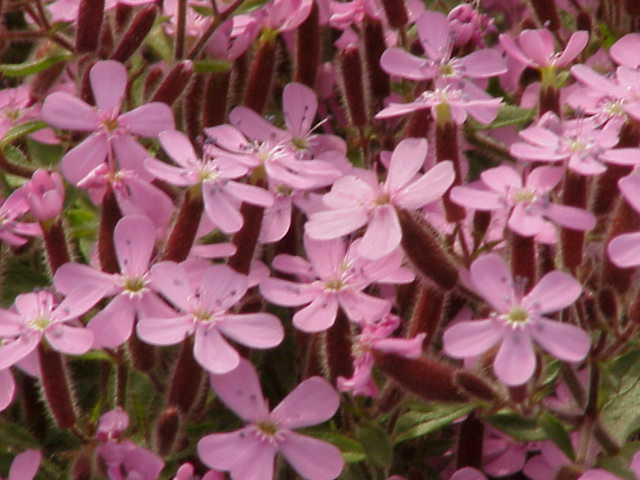
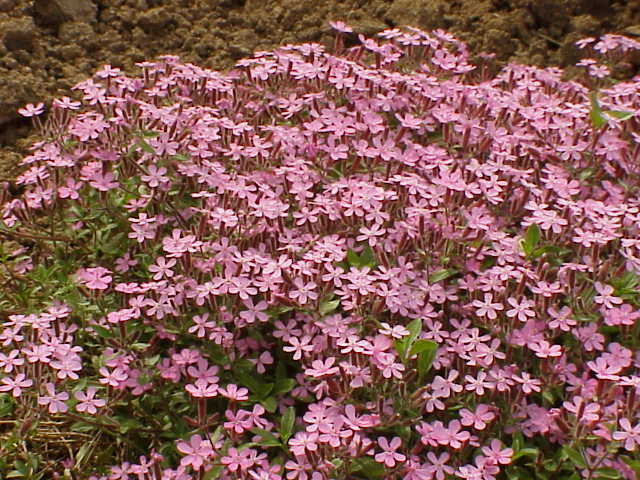
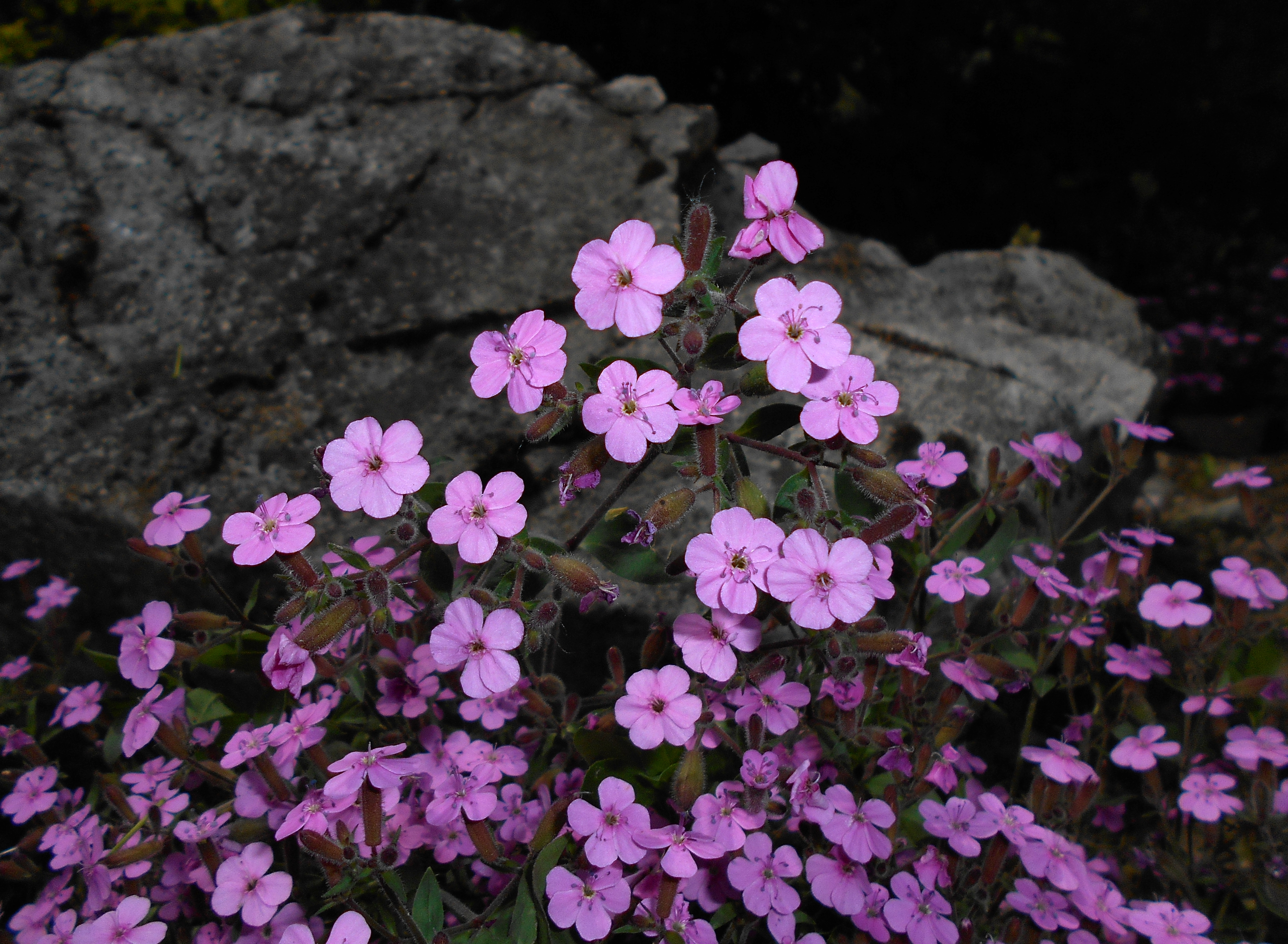

- Frans: Saponaire de Montpellier